# Хашкивену

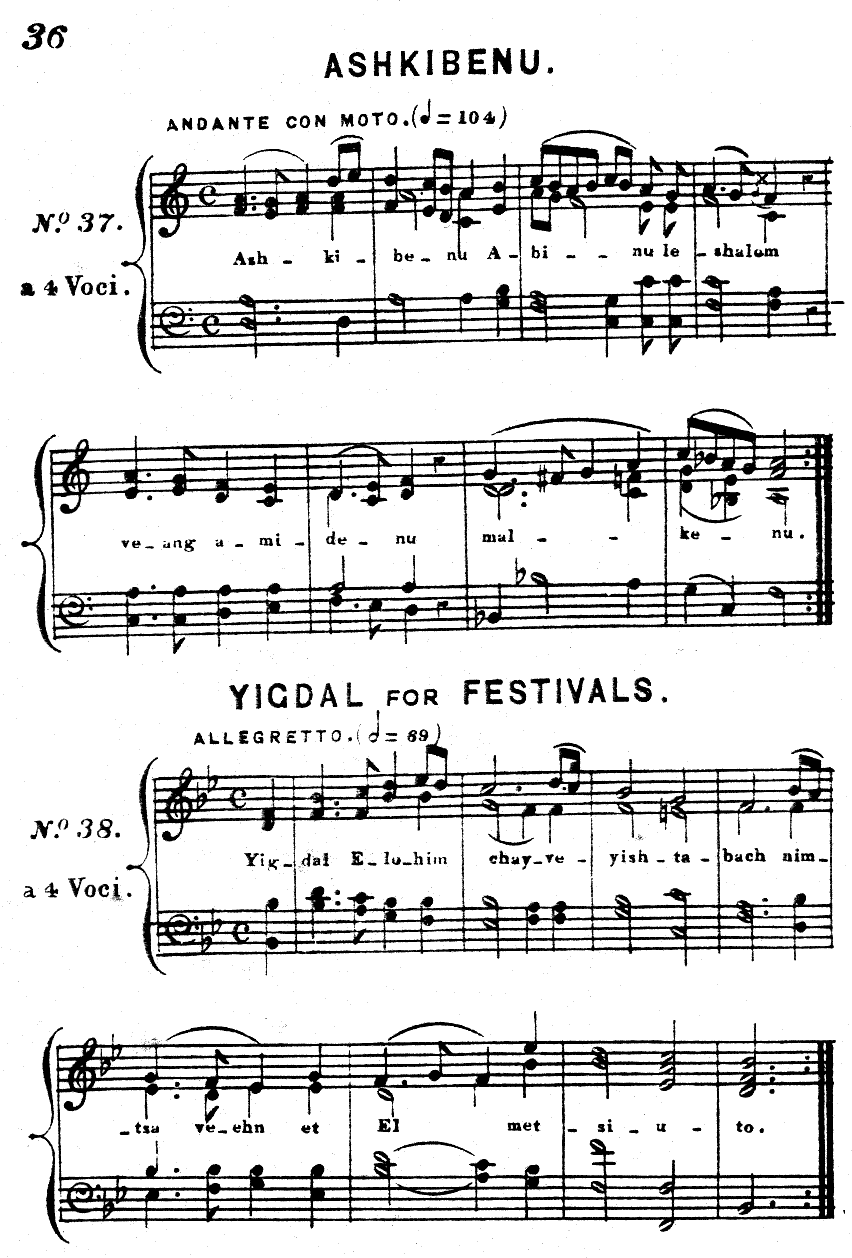
Вверху — мелодия Хашкивену евреев-сефардов испано-португальской диаспоры,
внизу — мелодия Игдаля

Хашкивену (от ивр. השכיבנו‎ — «уложи нас [Господь] на покой», или хашкивену ле-шалом השכיבנו לשלום‎ — «ниспошли нам мирный сон») — четвёртое (заключительное) благословение после чтения вечернего Шма перед сном; молитва от всевозможных бедствий.
Композитор Бернстайн сочинил одноимённое произведение «Хашкивену» в 1945 году на тему молитвы «Хашкивену».

## Описание
Чтение Шма по вечерам было, вероятно, включено в ритуал позднее, так как в Храме оно не имело места, и кроме того, правила о времени его чтения не вылились в категорическую форму. Из всех благословений перед и после Шма только заключительное благословение «Хашкивену» упоминается в Талмуде. В Талмуде сказано, что 3-е благословение должно предшествовать следующей за ним молитве, но между ними есть 4-е благословение «Хашкивену», тогда раввины объяснили, что Хашкивену является продолжением 3-го благословения (Брахот 4 а, 9 а — 9 б).
Также благословение «Хашкивену» («дай же нам упокоиться на ложе к миру») после Шма уместно сравнить с погребальной молитвой «Хашкава» («упокой»), так как в Средневековье бытовала идея о том, что во сне душа покидает тело, а по пробуждении душа возвращается в тело. По этой аналогии полагали, что смерть — сродни сну, а значит после смерти возможно воскресение.
Реформистский иудаизм поначалу с подозрением отнёсся к «нерациональной» фразе «сокруши сатану» и отверг всю молитву из богослужебного употребления, разрешив к использованию дома. Однако, сегодня в сидуре эта фраза опускается и молитва печатается без неё.

## Текст
В сидуре Саадии гаона окончание молитвы — нестандартное, отсутствует обращение к Богу («Ты») с именем Бога, есть цитата из Псалтири. Отсутствие стандартного благословения в конце молитвы возможно связано с требованием Талмуда присоединить 3-е благословение Шма (Эмет ве-эмуна) со следующей за Хашкивену молитвой.

Да упокой нас к миру, Господи, Боже наш!

Да воскреси нас к жизни и к миру!

Да защити нас!

Да упаси нас от всякой скорби и погибели!

Да убереги нас от моровой язвы лютой и от страха ночного!

Да сокруши сатану как перед нами, так и позади нас, ибо Хранящий и Спасающий Ты, и «в тени крыл Твоих укрой меня!» (Пс. 16:8)

Благословен Хранящий народ Свой, Израиль, вечно!
Оригинальный текст (иврит)השכיבנו יהוה אלהינו לשלום והעמידנו להיים ולשלום והגן בעדינו והצילנו מכל צרה ומשחית ושמרנו מכל דבר רע ומפחד לילה ושבור את השטן מלפנינו ומאחרינו כי שומרינו ומצילנו אתה ובצל כנפיך תסתירנו ברוך שומר את עמו ישראל לעד‎
— Сидур «Кита́б Га́ми ас-Саля́уат уат-Тасаби́х» Саадии гаона